# Championnat d'Italie de rugby à XV 1959-1960
Navigation
Serie A 1958-1959 Serie A 1960-1961
Le Championnat d'Italie de rugby à XV 1959-1960 oppose les vingt-quatre meilleures équipes italiennes de rugby à XV. Le championnat débute en 1959 et se termine en 1960. Comme l'année précédente, les 24 clubs sont réparties en 3 groupes. La dernière équipe classée est reléguée en Série B. Les deux premiers de chaque poule sont qualifiés pour le tour final. Fiamme Oro remporte son 3e championnat national d'affilée.

## Équipes participantes
Les vingt-quatre équipes sont réparties de la manière suivante :
| Groupe A - Amatori Milan - CUS Genova - CUS Torino - Fiamme Oro - Rugby Milano - Diavoli Milano - Monza - Giudici Rho | Groupe B - Brescia - CUS Parma - Fiamme Oro Firenze - Parme - Petrarca - Rugby Rovigo - Trévise - Venezia | Groupe C - L'Aquila - X Comiliter Napoli - CUS Firenze - Frascati - SS Lazio - Livorno - Partenope Napoli - AS Roma |

## Résultats

### Phase de groupe

#### Groupe A
| Rang | Club                  | J  | V  | N | D  | Pm  | Pe  | Diff | Pts |
| ---- | --------------------- | -- | -- | - | -- | --- | --- | ---- | --- |
| 1    | Fiamme Oro Padova (T) | 14 | 14 | 0 | 0  | 411 | 39  | +372 | 28  |
| 2    | Amatori Rugby Milan   | 14 | 11 | 0 | 3  | 242 | 77  | +165 | 22  |
| 3    | Rugby Milano          | 14 | 8  | 1 | 5  | 121 | 108 | +13  | 17  |
| 4    | Genova                | 14 | 4  | 3 | 7  | 93  | 129 | -36  | 11  |
| 5    | Rho                   | 14 | 3  | 4 | 7  | 46  | 221 | -175 | 10  |
| 6    | Monza                 | 14 | 3  | 3 | 8  | 68  | 137 | -69  | 9   |
| 7    | Diavoli Milano        | 14 | 4  | 1 | 9  | 64  | 145 | -81  | 8¹  |
| 8    | CUS Torino            | 14 | 1  | 2 | 11 | 40  | 241 | -201 | 3¹  |

¹CUS Torino et Diavoli Milano écopent d'un point de pénalité.
|  | Qualifiés pour le tour final (no 1, no 2) |
|  | Relégué (no 8)                            |
|  | T : tenant du titre 1959                  |

Attribution des points :  victoire : 2, match nul : 1, défaite : 0.

#### Groupe B
| Rang | Club               | J  | V  | N | D  | Pm  | Pe  | Diff | Pts |
| ---- | ------------------ | -- | -- | - | -- | --- | --- | ---- | --- |
| 1    | Rugby Rovigo       | 14 | 11 | 0 | 3  | 260 | 34  | +226 | 22  |
| 2    | Rugby Parma        | 14 | 8  | 3 | 3  | 113 | 36  | +77  | 19  |
| 3    | Benetton Trévise   | 14 | 8  | 2 | 4  | 119 | 59  | +60  | 18  |
| 4    | Fiamme Oro Firenze | 14 | 6  | 5 | 3  | 73  | 41  | +32  | 17  |
| 5    | Petrarca Padoue    | 14 | 8  | 1 | 5  | 170 | 53  | +117 | 17  |
| 6    | Venezia            | 14 | 5  | 2 | 7  | 59  | 87  | -28  | 12  |
| 7    | Rugby Brescia      | 14 | 3  | 1 | 10 | 62  | 138 | -76  | 7   |
| 8    | Parma              | 14 | 0  | 0 | 14 | 12  | 420 | -408 | 0   |

|  | Qualifiés pour le tour final (no 1, no 2) |
|  | Relégué (no 8)                            |

Attribution des points :  victoire : 2, match nul : 1, défaite : 0.

#### Groupe C
| Rang | Club           | J  | V  | N | D  | Pm  | Pe  | Diff | Pts |
| ---- | -------------- | -- | -- | - | -- | --- | --- | ---- | --- |
| 1    | Partenope      | 14 | 10 | 2 | 2  | 178 | 51  | +127 | 22  |
| 2    | X Comiliter    | 14 | 8  | 3 | 3  | 118 | 49  | +69  | 19  |
| 3    | AS Roma        | 14 | 7  | 4 | 3  | 54  | 36  | +18  | 18  |
| 4    | Livorno        | 14 | 5  | 3 | 6  | 86  | 80  | +6   | 13  |
| 5    | Frascati       | 14 | 5  | 2 | 7  | 48  | 122 | -74  | 12  |
| 6    | SS Lazio       | 14 | 3  | 4 | 7  | 58  | 109 | -51  | 11  |
| 7    | L'Aquila Rugby | 14 | 4  | 2 | 8  | 69  | 97  | -28  | 10  |
| 8    | Firenze        | 14 | 1  | 1 | 12 | 38  | 155 | -117 | 3   |

|  | Qualifiés pour le tour final (no 1, no 2) |
|  | Relégué (no 8)                            |

Attribution des points :  victoire : 2, match nul : 1, défaite : 0.

### Tour final
| Rang | Club                | J  | V | N | D | Pm  | Pe  | Diff | Pts |
| ---- | ------------------- | -- | - | - | - | --- | --- | ---- | --- |
| 1    | Fiamme Oro Padova   | 10 | 8 | 0 | 2 | 171 | 47  | +124 | 16  |
| 2    | Rugby Rovigo        | 10 | 6 | 0 | 4 | 127 | 64  | +63  | 12  |
| 3    | Partenope           | 10 | 5 | 0 | 5 | 71  | 116 | -45  | 10  |
| 4    | Rugby Parma         | 10 | 4 | 1 | 5 | 82  | 112 | -30  | 9   |
| 5    | X Comiliter         | 10 | 3 | 1 | 6 | 97  | 160 | -63  | 7   |
| 6    | Amatori Rugby Milan | 10 | 3 | 0 | 7 | 66  | 115 | -49  | 5   |

|  | Vainqueur (no 1) |

Attribution des points :  victoire : 2, match nul : 1, défaite : 0.

## Vainqueur
| Entraîneur |                        |                                 |
| Avants     | Pilier                 | Battistin, Ferraretto, Somaglia |
| Avants     | Talonneur              | Cappuccetti                     |
| Avants     | Deuxième ligne         | Maccagnan, G. Martini II        |
| Avants     | Troisième ligne aile   |                                 |
| Avants     | Troisième ligne centre |                                 |
| Arrières   | Demi de mêlée          | Carniato, Fronda, Sommaggio     |
| Arrières   | Demi d'ouverture       |                                 |
| Arrières   | Centre                 | Avigo, Vanni                    |
| Arrières   | Ailier                 | Rovelli                         |
| Arrières   | Arrière                |                                 |